# Mladen Cerveniakov
Mladen Petrov Cerveniakov (bulgară Младен Петров Червеняков, n. 22 august 1954, Sofia, Republica Populară Bulgaria) este un om politic bulgar, membru al Parlamentului European în perioada ianuarie - mai 2007 din partea Bulgariei.
1. 1 2  Strazha.bg
2. 1 2 3  Strazha.bg, accesat în 10 ianuarie 2023
3. ↑  Deputații în Parlamentul European